# Peter Schwieger
Peter Schwieger (1952-) est un tibétologue allemand, professeur à l'université rhénane Frédéric-Guillaume de Bonn, où il enseigne la tibétologie et dirige la section des études mongoles et tibétaines depuis le 1er septembre 2001.

## Carrière universitaire
De 1978 à 2001, enseignant-chercheur à l'académie des sciences de Göttingen.
En 2001, professeur invité de tibétologie à l'université Humboldt de Berlin.
En juillet 2015, il est interviewé dans l'émission religieuse The Spirit of Things à la radio australienne ABC Radio National (en), dans un numéro intitulé « The Dalai Lama past and present ».

## Œuvres

### Ouvrages
- (de) Peter Schwieger et Loden Sherab Dagyab (en), Die ersten dGe-lugs-pa-Hierarchen von Brag-g.yab : 1572-1692, Bonn, VGH Wissenschaftsverlag, 1989, 285 p. (ISBN 3-88280-036-4)
- (de) Teilung und Reintegration des Königreichs von Ladakh im 18. Jahrhundert, Bonn, VGH Wissenschaftsverlag, 1999 (ISBN 3-88280-055-0)
- (de) Handbuch zur Grammatik der klassischen tibetischen Schriftsprache, Halle (Saale), IITBS, 2006 (ISBN 978-3-88280-073-9)
- (en) Peter Schwieger, The Dalai Lama and the Emperor of China : a political history of the Tibetan institution of reincarnation, New York, Columbia University Press, 2014, 368 p. (ISBN 978-0-231-53860-2, OCLC 905914446, DOI 10.7312/schw16852, présentation en ligne, lire en ligne)

### Articles
- Peter Schwieger, « A Glance at the Problematic Relations Between Different Buddhist Traditions in Tibet », Indica et Tibetica, Wien, Arbeitskreis für tibetische und buddhistische Studien Universität Wien, no Festschrift für Michael Hahn zum 65. Geburtstag von Freunden und Schülern überreicht,‎ 2007, p. 453-458 (ISBN 9783902501059, OCLC 143625438)